# Гигинеишвили, Реваз Давидович
Рева́з (Резо́) Дави́дович Гигинеишви́ли (груз. რევაზ დავითის ძე გიგინეიშვილი; род. 19 марта 1982, Тбилиси) — российский кинорежиссёр, сценарист и продюсер.

## Биография
Родился 19 марта 1982 года в Тбилиси в семье музыканта Ирины Цикоридзе и врача Давида Гигинеишвили, в советское время руководившего одной из здравниц Боржоми. Единоутробная старшая сестра — Тамара Шенгелия, музыкант, супруга журналиста Матвея Ганапольского.
В 1991 году переехал в Москву. С 1997 года начал работать на телевидении.
В 2005 году окончил режиссёрский факультет ВГИК (курс М. М. Хуциева).
Был вторым режиссёром в фильме Фёдора Бондарчука «9 рота».

### Личная жизнь
Резо Гигинеишвили первым браком был женат на певице Анастасии Кочетковой. В 2006 году у них родилась дочь Мария. В 2009 году пара развелась. 
Второй раз Резо женился на актрисе Надежде Михалковой, брак зарегистрирован в апреле 2010 года. Обвенчались 29 октября 2011 года в женском Бодбийском монастыре в Грузии. В браке родились дочь Нина и сын Иван. В 2017 году они расстались, развод оформлен 23 октября 2017 года.

## Фильмография
Актёр
- 2002 — «Ледниковый период» — Дато
- 2004 — «Москва. Центральный округ-2» — Сандрик (фильм № 2 «Седьмое небо»)
- 2006 — «9 месяцев» — врач центра

Режиссёр
- 2023 — «Пациент № 1»[4]
- 2022 — «Приход»[5]
- 2019 — «Трезвый водитель»
- 2017 — «Про любовь. Только для взрослых»
- 2017 — «Заложники»
- 2015 — «Без границ»
- 2013—2015 — «Последний из Магикян»
- 2012 — «Любовь с акцентом»
- 2010 — «Без мужчин»
- 2006 — «9 месяцев»
- 2006 — «Жара»

Режиссёр second unit
- 2009 — «Обитаемый остров» (2 фильма)

Сценарист
- 2019 — «Трезвый водитель»
- 2017 — «Заложники»
- 2015 — «Без границ»
- 2012 — «Любовь с акцентом»
- 2006 — «Жара»

Продюсер
- 2020 — «Гости из прошлого»
- 2019 — «Трезвый водитель»
- 2019 — «Как я стал русским»
- 2018 — «Лапси»
- 2017 — «Заложники»
- 2016 — «Ставка на любовь»
- 2016 — «Пушкин»
- 2015—2016 — «Крыша мира»
- 2015 — «Без границ»
- 2014 — «Сын за отца»
- 2013—2015 — «Последний из Магикян»
- 2013 — «Последний бой»
- 2012 — «Любовь с акцентом»
- 2012 — «Последний бой»
- 2012 — «Туман 2»
- 2010 — «Капитаны»
- 2010 — «Аманда О»
- 2010 — «Туман»
- 2010 — «Без мужчин»

Клипы
- 2004 — Dato — Прости меня
- Centr ft.Баста — Город Дорог
- 2012 — Влад Соколовский — Ливни
- 2014 — Сосо Павлиашвили — Я твои целую руки (OST «Последний из Магикян»)[6]
- 2015 — Ёлка — Домой
- 2020 — Ёлка & Звонкий — Времена не выбирают (OST «Гости из прошлого»)[7]

## Награды и номинации
- 2017 — Кинофестиваль «Кинотавр»: приз за лучшую режиссуру фильма «Заложники»[8].
- 2022 — IV Фестиваль сериалов «Пилот»: победа в номинации «Лучший пилот» за режиссуру сериала «Приход»[5].
- 2023 — Кинопремия Фонда Вернера Херцога: за режиссуру фильма «Пациент № 1»[4].

### Интервью
- Резо Гигинеишвили: «Это – власть старых» (рус.) (Youtube-канал «Скажи Гордеевой» — Катерины Гордеевой; 14 февраля 2023)